# Enric Font Lloret

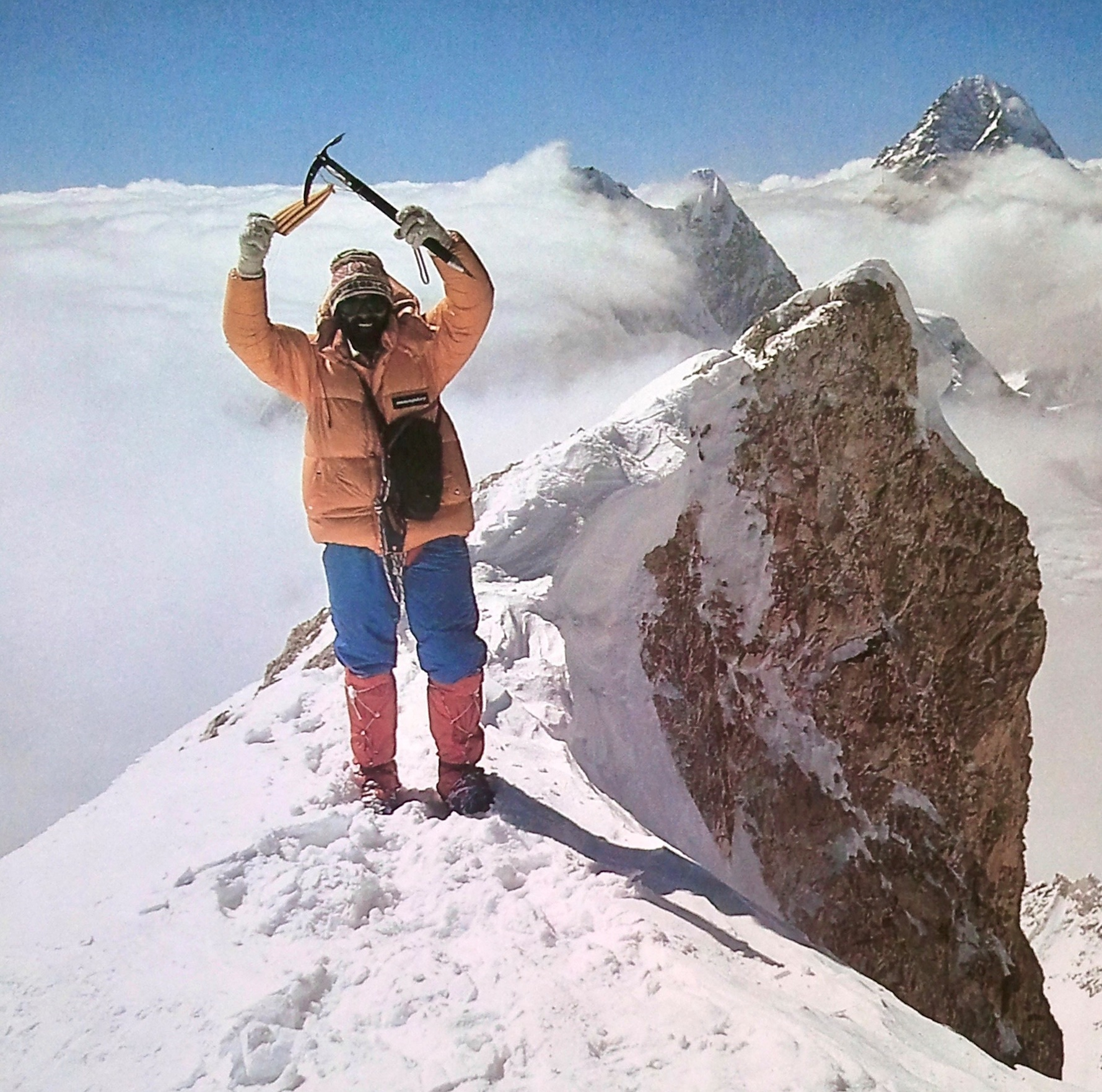
Enric Font i Lloret al cim del Gasherbrum II (8.035m) a la serralada del Karakoram (Pakistan), tretzena muntanya més alta del món. Primera ascensió catalana i espanyola.

Enric Font Lloret (Barcelona, 7 de maig de 1945 - Manāslu, Nepal, 11 de maig de 1982) va ser un alpinista català.
Des de molt petit, va destacar la seva afició per la muntanya. S'inicià en el Club Excursionista de Gràcia i formà part del Grup Especial d'Escalada (GEDE) i el Centre Acadèmic d'Escalada (CADE) els anys setanta. El 1968 rebé la medalla de la Federació Espanyola de Muntanyisme. Entre els anys 1973 i 1976 presidí la secció de muntanya del Centre Excursionista de Catalunya. Realitzà diverses ascensions i escalades als Pirineus i els Alps, assolint la majoria de pics de 4.000 metres, i expedicions a la Serralada de l'Atles el 1968, a l'Iran el 1971, a l'Àfrica oriental el 1976, a l'Hindu Kush (Afganistan) el 1977, amb l'ascensió al Noshaq de 7.492 metres. A Grenlàndia, el 1978, on va realitzar un total de 9 ascensions a diversos cims verges. Assolí el Gasherbrum II el 1980, juntament amb Pere Aymerich i Meliz, per primer cop a l'Estat. Gran amant de l'esquí de muntanya, participà en ral·lis nacionals i internacionals, recollint grans èxits. Conjuntament amb Josep Maria Sala i Albareda i Francesc Xavier Gregori i Pons creà les pioneres Fitxa Esquí amb 87 itineraris d'esquí de muntanya arreu dels Pirineus en un moment en què no hi havia documentació especialitzada. A inicis del 1982 juntament amb els companys Pere Aymerich i Meliz, Conrad Blanch i Fors i Antoni Ricart i de Mesones aconsegueixen el permís per escalar l'Everest pel coll Nord l'any 1983, formant així l'equip promotor que posteriorment en una segona expedició l'any 1985 aconseguí la primera ascensió catalana a l'Everest. La nit del 10 a l'11 de maig del 1982, en un intent d'ascensió al Manāslu, morí sepultat per una allau juntament amb el seu company de cordada Pere Aymerich i Meliz quan estaven situats al camp V a 7.400 metres.
Casat amb Anna Maria Pujol, amb qui tingué un fill, posseïa el títol d'enginyer tècnic industrial i el seu treball se centrà en la informàtica. Les seves grans aficions, a més a més de la muntanya, eren la fotografia i el cinema, havent realitzat diverses pel·lícules en el transcurs de les seves sortides i expedicions en format Super 8. Entre elles cal destacar: "Alta Ruta de la Vanoise (1976)", "ANECA (1976)", "Noshaq (1977)", "Grenlàndia (1978)", "Oêtzal (1978)", "Alta Ruta Chamonix-Zermatt-Saas Fee (1979)", "Gasherbrum II la muntanya de la llum (1980)" i "Còrsega blanca (1981)".